# Африканерско съпротивително движение
Африканерското съпротивително движение (АСД) (на африкаанс: Afrikaner Weerstandsbeweging) е крайнодясна организация на бурите в ЮАР. Нейната крайна цел е създаването на независима бурска държава на територията на страната. Членовете ѝ са яростни поддръжници на апартейда.

## История
Основана е през 1973 в Хайделберг, Трансваал, от бившия полицай Йожен Тер'Бланш и 6 негови съратници. Партията е действала и под формата на полувоенна организация, и съществува. На 3 април 2010 година лидерът на партията Йожен Тер'Бланш е убит от двама негови чернокожи работници във фермата си до град Вентерсдорп.

### По време на Апартейда
От създаването си до 80 години на 20 век, членската маса на АСД нараства от седем до няколко хиляди бели южноафриканци, а в края на апартейда членовете им са над 10 000 души. Те се обявяват против отмяната на някои расистки закони през 1980- те, като организират шумни протести.

### След Апартейда
На 17 юни 1997 година, лидера на партията Йожен Тер'Бланш е осъден на 6 години затвор за нападение на работник на бензиностанция (Джон Ндзима) и опит за убийство на охранител (Пол Мотшаби), при което излежава 3 години.